# Sarepta
Sarepta – starożytne miasto fenickie w obecnym Libanie, położone 12 km na południe od Sydonu i 23 km na północ od Tyru. Ruiny miasta znajdują się na samym wybrzeżu, nieco dalej w głębi lądu znajduje się wioska Sarafand. Miasto wymieniane jest w inskrypcjach asyryjskich jako Sariptan, a egipskich jako Zarputa.
Według 1 Księgi Królewskiej przez dłuższy czas w mieście tym, u pewnej wdowy, mieszkał prorok Eliasz (1 Krl 17,8-24). Odwoływał się do tego Jezus (Łk 4,26).